# 한언공
한언공(韓彦恭, 940년 ~ 1004년)은 고려의 문신이다. 본관은 단주(湍州)이며, 광록소경(光祿少卿) 한총례(韓聰禮)의 아들이다. 벼슬은 문하시중에 이르렀다.

## 생애
장단현(長湍縣) 사람이다.부친 한총례(韓聰禮)는 광록소경(光祿小卿)을 역임하였다.
15세 되던 해인 광종(光宗) 6년(955년) 광문원(光文院)의 서생(書生)으로 들어갔고, 얼마 뒤에 광문원의 승사랑(承事郞)이 되었다가 내승지(內承旨)로 옮겼다. 청을 올려 진사과(進士科)에 응시하였으나 낙방하였다. 여러 차례 승진하여 내의승지사인(內議承旨舍人)으로 되었다. 성종(成宗) 때에는 다시 형부(刑部)·병부(兵部) 2부의 시랑(侍郞)으로 전임되었다. 한언공이 형부시랑으로 임명된 것에 대해, 《고려사》에는 성종 3년(984년) 형관(刑官) 관아의 문기둥에 벼락이 떨어진 것을 계기로 기존의 어사(御事)·시랑·낭중(郞中)·원외랑(員外郞) 등을 견책해 파직하고 신임 인사를 기용하는 와중에 한언공이 예관시랑(禮官侍郞)으로써 형관시랑이 된 것으로 기록하고 있다.
성종 9년(990년) 송(宋)에 사은사(謝恩使)로 파견되었다. 《고려사》열전에는 한언공은 성품이 총민하고 학문을 좋아하였다고 평하고 있는데, 당시 송에서는 한언공의 태도와 행동이 예법에 맞는다고 평하며 금자광록대부 검교병부상서 겸 어사대부(金紫光祿大夫 檢校兵部尙書 兼御史大夫)를 제수하였으며, 송 태종은 한언공의 요청대로 《대장경》(大藏經) 481함 모두 2,500권을 하사하고, 태종 자신이 지은 《비장전》(秘藏詮) · 《소요영》(逍遙詠) · 《연화심륜》(蓮花心輪)도 하사하였다. 한언공이 태종이 하사한 《대장경》을 가지고 귀국하자 성종은 이를 내전(內殿)에 들이고 승려들을 불러 독송하게 한 뒤에 사면령을 내렸다. 한언공은 어사예관시랑 판예빈성사(御史禮官侍郞 判禮賓省事)로 임명되었으며, 송의 추밀원(樞密院)이 고려의 숙직하는 관원과 서리의 직임과 같으므로 같은 관청을 설치할 것을 요청하여 처음으로 중추원(中樞院)을 설치하고 사(使)와 부사(副使) 각 2인을 두었으며, 한언공을 중추원부사로 삼았다. 이후 중추원사로 승진하고 전중감 지례관사(殿中監 知禮官事)로 전임되었다가, 참지정사 상주국(叅知政事 上柱國)으로 승진하였다.
목종이 즉위하자 내사시랑평장사(內史侍郞平章事)로 임명되었으며, 목종 4년(1001년)에는 문하시중(門下侍中)이 되었다. 이 해에 목종은 한언공의 고향인 장단현을 단주(湍州)로 승격시켰다. 앞서 고려에서는 성종의 명에 따라 전폐(錢幣) 즉 화폐를 주조하고 이를 널리 사용할 것을 권장하며 아울러 추포(麤布)의 사용을 금하고 있었는데, 당시 고려에서 화폐는 아직 제대로 정착하지 못하고 민간에서는 여전히 추포가 거래 대상으로 사용되고 있었고 무리한 화폐 사용에 대해 불만을 드러내는 자들도 있었다. 한언공이 상소를 올려 이 점을 지적하였고, 목종 5년(1002년) 7월 목종은 교서를 내려 차와 술, 음식을 파는 점포에서는 철전을 사용하고, 그 밖의 백성들간의 사사로운 교역에 한해 토산물을 임의로 사용하도록 허용하였다.
뒤에 여러 번 승진하여 특진 개국후(特進 開國侯), 식읍(食邑) 1,000호, 감수국사(監修國史)가 되었고, 그의 아버지 한총례에게는 내사령(內史令)이 증직되었다.
목종 6년(1003년)에 한언공은 병이 들었다. 목종은 한언공에게 의약과 수레 두 대를 하사하고 온천에 가서 요양하게 하였고, 주현(州縣)에 명령하여 그의 노정에 공급하게 하였다. 또한 한언공의 병이 위독해지자 근신(近臣)을 보내어 문병하고, 또 궁중에서 기르던 말 세 3필을 하사하여 쾌유 기도를 올리게 하였으나 이듬해 6월 6일에 사망하였다. 향년 65세. 목종은 한언공에게 부의로 쌀 500석, 보리 300석, 포 1,200필, 차 200각을 내렸으며, 내사령(內史令)을 증직하고 시호는 정신(貞信)이라 하였다.
현종(顯宗) 18년(1027년)에 목종의 묘정(廟庭)에 배향되었고 덕종(德宗) 2년(1033년)에 태부(太傅)가 증직되었다.

## 인물
《고려사》 열전 및 《고려사절요》(高麗史節要)에 실린 일화를 보면 목종이 일찍이 평주(平州)에 행차하다가 날은 저물고 추위가 심하므로, 거가(車駕)를 길가에 멈추고는 취하도록 마시고 가지 않았다. 한언공이 나아가 "신 등은 실컷 마시고 먹지만, 군사들은 어떻게 합니까?"라고 아뢰어, 목종이 가상히 여겨 그에게 초서구(貂鼠毬)를 하사하고 거가를 재촉하여 행궁(行宮)으로 들어갔다고 한다.

## 자녀
아들은 한조(韓祚)이다. 한조의 딸은 용의왕후 한씨(容懿王后 韓氏)로 언니 용신왕후(容信王后)와 함께 정종(靖宗)의 비가 되었다.

## 같이 보기
- 중추원(中樞院)